# Adelognathus tetratinctorius
Adelognathus tetratinctorius är en stekelart som först beskrevs av Carl Peter Thunberg 1822.  Adelognathus tetratinctorius ingår i släktet Adelognathus och familjen brokparasitsteklar. Arten är reproducerande i Sverige. Inga underarter finns listade i Catalogue of Life.